# Jekatierinowka (obwód saratowski)
Jekatierinowka (ros. Екатериновка) – osiedle typu miejskiego w Rosji, w obwodzie saratowskim, ośrodek administracyjny rejonu jekatierinowskiego. W 2010 liczyło 6364 mieszkańców.